# Rogue Közösségi Főiskola
A Rogue Közösségi Főiskola  állami fenntartású felsőoktatási intézmény az Amerikai Egyesült Államok Oregon államának Grants Pass városában, a Rogue-völgy régióban.

## Története
A campus az 1960-as években munkaerőképző központként szolgált, 1989-ben pedig jelentősen átépítették.
A főiskola létrehozásáról 1970 novemberében döntöttek Josephine megye elektorai. 1996. május 21-én illetékességi területét kiterjesztették Jackson megyére is.

## Kampuszok
Az iskolának Grants Passben (Redwood), Medfordban (Riverside), White Cityben (Table Rock) és Kerbyben vannak telephelyei.

## Oktatás
Az intézmény felsőoktatási szakképzéseket, valamint a Dél-oregoni Egyetemmel közös kurzusokat kínál, de online tanfolyamokat is indítanak.
Rendelkezik az Északnyugati Főiskolák és Egyetemek Szövetségének akkreditációjával, emellett az Amerikai Közösségi Főiskolák Szövetsége, a Közösségi Főiskolák Kuratóriumainak Szövetsége és az Oregoni Közösségi Főiskolák Szövetsége tagja.

## Sport
Az RCC Ospreys férfi- és nőilabdarúgó-csapatai 2013-ban alakultak, 2014-től pedig a terepfutócsapattal együtt a Northwest Athletic Conference-ben játszottak. A futócsapatok 2017-ben megszűntek, majd 2019-ben nőiröplabda-csapatot alapítottak.

## Fordítás
- Ez a szócikk részben vagy egészben  a   Rogue Community College című angol Wikipédia-szócikk ezen változatának fordításán alapul.  Az eredeti cikk szerkesztőit annak laptörténete sorolja fel. Ez a jelzés csupán a megfogalmazás eredetét és a szerzői jogokat jelzi, nem szolgál a cikkben szereplő információk forrásmegjelöléseként.